# Емелин, Анатолий Анатольевич
Анато́лий Анато́льевич Еме́лин (род. 3 октября 1964, Уфа, Башкирская АССР, РСФСР, СССР) — советский и российский хоккеист, тренер. Играл на позиции правого нападающего. За карьеру забросил 229 шайб в 596 официальных играх. Мастер спорта России международного класса.

## Биография
Отец — Анатолий Николаевич Емелин (1942—2014) — бывший игрок «Салавата Юлаева», советский хоккейный тренер. Хоккеем начал заниматься с 10 лет в родной Уфе. Первый тренер — Виктор Никифорович Денисов.
В 1982 году зачислен в «Салават Юлаев» (1982—1987, 1988—1990). В 1987—1988 служил в команде СКА (Свердловск).
В 1990 году, после смены тренера в «Салавате Юлаеве» на Марата Азаматова, перешел в ХК «Лада» (Тольятти). В составе «Лады» провёл восемь сезонов (1990—1992, 1993—1998), 373 официальные игры, 148 заброшенных шайб. Много лет был капитаном команды.
- Чемпион России и МХЛ 1994 и 1996 гг.
- обладатель Кубка МХЛ-1994,
- обладатель Кубка Европы — 1996/1997,
- серебряный призёр МХЛ — 1993 и 1995 гг.,
- серебряный призёр чемпионата России 1997 г.,
- серебряный призёр турнира на приз «Известий» 1993 г.,
- победитель Универсиады-89,
- серебряный призёр Универсиады-91,
- серебряный призёр Суперкубка Европы-97

В сезоне 1992/93 играл в шведском клубе 1-й лиги «Авеста», где тренером был Владимир Лаврентьев, а партнером по команде — Игорь Захаров (экс-«Автомобилист»). Из-за хронических невыплат по контракту покинул команду и вернулся в Тольятти.
Участвовал в чемпионате мира 1994 г. (6 игр, 2 шайбы).
В 1996 году награждён орденом Дружбы.

## Тренерская карьера
В 1998 году перешёл на тренерскую работу, сначала тренером фарм-клуба «Лады». В 1999 году стал помощником главного тренера «Лады».
В качестве тренера «Лады» стал
- бронзовым призёром чемпионата России 2003 г. и 2004 г.,
- серебряным призёром чемпионата России 2005 г.,
- обладателем Континентального Кубка 2006 г.

12 апреля 2006 года был назначен главным тренером «Лады», став самым молодым тренером в Суперлиге. В первых встречах против команд своих бывших наставников Геннадия Цыгурова и Петра Воробьёва «Лада» под руководством Емелина одержала победы с одинаковым счётом 3-1.
После сезона 2006/2007, в котором «Лада» заняла лишь 11 место (худший результат за всю историю клуба на тот момент), отправлен в отставку.
В сезоне 2007/2008 занял пост главного тренера хабаровского «Амура». Покинул его в 2009 году, заняв пост менеджера клуба.
С 15 ноября 2010 по 5 марта 2013 года Емелин являлся главным тренером новокузнецкого «Металлурга».
С 2013 года по 2015 год являлся главным тренером ХК «Автомобилист».
В 2015 году по 1 октября занимал пост главного тренера уфимского «Салавата Юлаева».Покинул должность, став ассистентом главного тренера.
29 сентября 2017 года был назначен на пост главного тренера клуба «Югра».
В мае 2018 года вновь возглавил тольяттинскую «Ладу», которая после сезона 2017/18 покинула Континентальную хоккейную лигу и вернулась в ВХЛ. В апреле 2019 года был уволен после поражения от «Сокола» в начале игр плей-офф.

### Статистика
Последнее обновление: 28 марта 2014 года
| Команда           | Турнир-сезон      | Регулярный сезон | Регулярный сезон | Регулярный сезон | Регулярный сезон | Регулярный сезон | Регулярный сезон | Регулярный сезон | Регулярный сезон | Плей-офф | Плей-офф | Плей-офф              |
| Команда           | Турнир-сезон      | И                | В                | ВО/ВБ            | Н                | ПО/ПБ            | П                | О                | Результат        | В        | П        | Результат             |
| ----------------- | ----------------- | ---------------- | ---------------- | ---------------- | ---------------- | ---------------- | ---------------- | ---------------- | ---------------- | -------- | -------- | --------------------- |
| Лада              | РСЛ 2006-07       | 54               | 21               | 3                | 7                | 1                | 22               | 77               | 11 место         | 0        | 3        | Вылетели в 1/8 финала |
| Амур              | РСЛ 2007-08       | 19               | 8                | 3                | -                | 2                | 6                | 32               | 16 место         | 1        | 3        | Вылетели в 1/8 финала |
| Амур              | КХЛ 2008-09       | 56               | 15               | 4                | -                | 7                | 30               | 60               | 20 место         | -        | -        | Не попали в плей-офф  |
| Амур              | КХЛ 2009-10       | 11               | 3                | 0                | -                | 0                | 8                | 9                | уволен           | -        | -        | -                     |
| Металлург Нк      | КХЛ 2010-11       | 29               | 5                | 1                | -                | 5                | 18               | 22               | 12-е на Востоке  | -        | -        | Не попали в плей-офф  |
| Металлург Нк      | КХЛ 2011-12       | 54               | 18               | 6                | -                | 9                | 21               | 75               | 9-е на Востоке   | -        | -        | Не попали в плей-офф  |
| Металлург Нк      | КХЛ 2012-13       | 52               | 15               | 4                | -                | 5                | 28               | 58               | 10-е на Востоке  | -        | -        | Не попали в плей-офф  |
| Автомобилист      | КХЛ 2013-14       | 54               | 22               | 7                | -                | 6                | 19               | 86               | 7-е на Востоке   | 0        | 4        | 1/8 финала            |
| Автомобилист      | КХЛ 2014-15       | 60               | 21               | 5                | -                | 8                | 26               | 81               | 8-е на Востоке   | 1        | 4        | 1/8 финала            |
| Салават Юлаев     | КХЛ 2015-16       | 14               | 4                | 2                | -                | 0                | 8                | 16               | смена должности  | —        | —        | —                     |
| Всего в РСЛ / КХЛ | Всего в РСЛ / КХЛ | 337              | 101              | 28               | 7                | 34               | 157              | 430              | -                | 2        | 14       | -                     |

## Семья
Женат, имеет двоих сыновей.